# Missões diplomáticas na Colômbia

Missões Diplomáticass na Colômbia
Colômbia
Países com embaixadas na Colômbia
Países com consulados-gerais na Colômbia

Abaixo está a lista das missões diplomáticas na Colômbia. Possui 53 embaixadas em Bogotá. Com outros 61 países que não possuem embaixadas residentes.

## Embaixadas
| - Argélia - Argentina - Áustria - Brasil - Bélgica - Bolívia - Canadá - Chile - China - Costa Rica - Cuba - Chéquia - República Dominicana - Egito - Equador - El Salvador - França - Alemanha | - Guatemala - Haiti - Vaticano - Honduras - Índia - Indonésia - Irão - Israel - Itália - Jamaica - Japão - Coreia do Sul - Líbano - México - Marrocos - Países Baixos - Nicarágua - Noruega | - Panamá - Paraguai - Peru - Polónia - Portugal - Roménia - Rússia - San Marino - Ordem Soberana e Militar de Malta - Espanha - Suécia - Suíça - Reino Unido - Estados Unidos - Uruguai - Venezuela |

### Outros postos em Bogotá
- Taiwan Escritório Comercial
- Palestina Missão Especial

### Consulado-Geral emArauca
- Venezuela

### Consulado-Geral emBarranquilla
- Panama
- Venezuela

### Consulado-Geral emBucaramanga
- Venezuela

### Consulado-Geral emCartagena
- Panama
- Spain
- Estados Unidos (Embassy Branch Office)
- Venezuela

### Consulado-Geral emCúcuta
- Venezuela

### Consulado-Geral emLeticia
- Brazil
- Peru

### Consulado-Geral emMedellín
- Venezuela

### Consulado-Geral emPuerto Carreño
- Venezuela

## Representações não-residentes
| - Afeganistão (Washington) - Albânia (Buenos Aires) - Angola (Brasília) - Austrália (Brasília) - Bahamas (Washington) - Bangladesh (Brasília) - Barbados (Caracas) - Belize (Cidade do México) - Brunei (Nova Iorque) - Burquina Fasso (Washington) - Costa do Marfim (Brasília) - Chipre (Cidade do México) - Dinamarca (Copenhagen) - Guiné Equatorial (Brasília) - Etiópia (Washington) - Finlândia (Caracas) | - Gâmbia (Nova Iorque) - Gana (Brasília) - Grécia (Caracas) - Granada (Caracas) - Guiné (Brasília) - Guiana (Caracas) - Haiti (Cidade do Panamá) - Hungria (Budapeste) - Islândia (Ottawa) - Iraque (Caracas) - Irlanda (Cidade do México) - Jordânia (Brasília) - Quênia (Washington) - Coreia do Norte (Brasília) - Kuwait (Caracas) - Lesoto (Washington) | - Lituânia (Buenos Aires) - Madagáscar (Washington) - Malawi (Washington) - Malásia (Kuala Lumpur) - Mali (Washington) - Nepal (Washington) - Nova Zelândia (Santiago de Chile) - Nigéria (Brasília) - Omã (Nova Iorque) - Paquistão (Brasília) - Filipinas (Brasília) - Catar (Caracas) - Ruanda (Nova Iorque) - Senegal (Brasília) - Sérvia (Brasília) - Eslováquia (Brasília) | - África do Sul (Caracas) - Sri Lanka (Nova Iorque) - Sudão (Nova Iorque) - Suriname (Caracas) - Síria (Caracas) - Tailândia (Brasília) - Trinidad e Tobago (Caracas) - Turquia (Caracas) - Ucrânia (Lima) - Iêmen (Nova Iorque) - Vietname (Havana) - Zâmbia (Washington) |